# Scaphoideus unipunctatus
Scaphoideus unipunctatus är en insektsart som beskrevs av Li 1988. Scaphoideus unipunctatus ingår i släktet Scaphoideus och familjen dvärgstritar. Inga underarter finns listade i Catalogue of Life.